# Солнечная Поляна
Со́лнечная Поля́на — село в городском округе Жигулёвск Самарской области России.
До 2010 года село имело статус сельского населенного пункта, до 2004 — посёлка городского типа.
Село расположено на северном краю Самарской Луки, на берегу Саратовского водохранилища Волги. Находится восточнее центра городского округа — города Жигулёвск — на расстоянии около 30 км по прямой или 50 км по дорогам. Ближайшая станция железной дороги находится в Жигулёвске.
Через село проходит автомобильная дорога Ширяево—Александровка (пересечение с дорогой M5).
Село состоит из 30 улиц. Улица Павла Власова названа в честь полного кавалера ордена Славы — Павла Фёдоровича Власова.
В пешей доступности находится ландшафтный комплекс Каменная чаша в Жигулёвских горах, на территории Жигулёвского заповедника.

## Население
| 2002 | 2010  |
| ---- | ----- |
| 1637 | ↘1512 |

## Фотографии

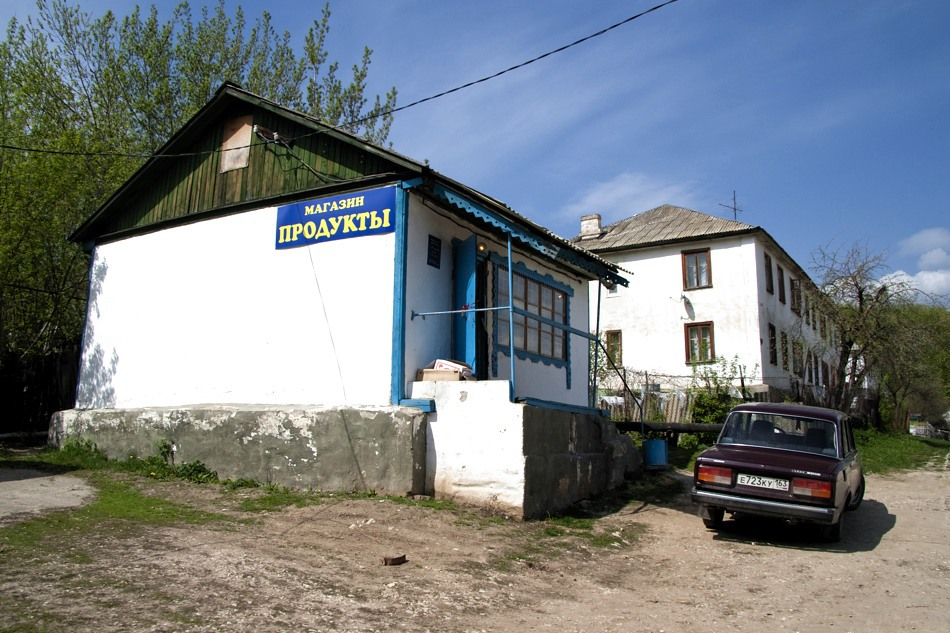
Магазин и жилой дом барачного типа
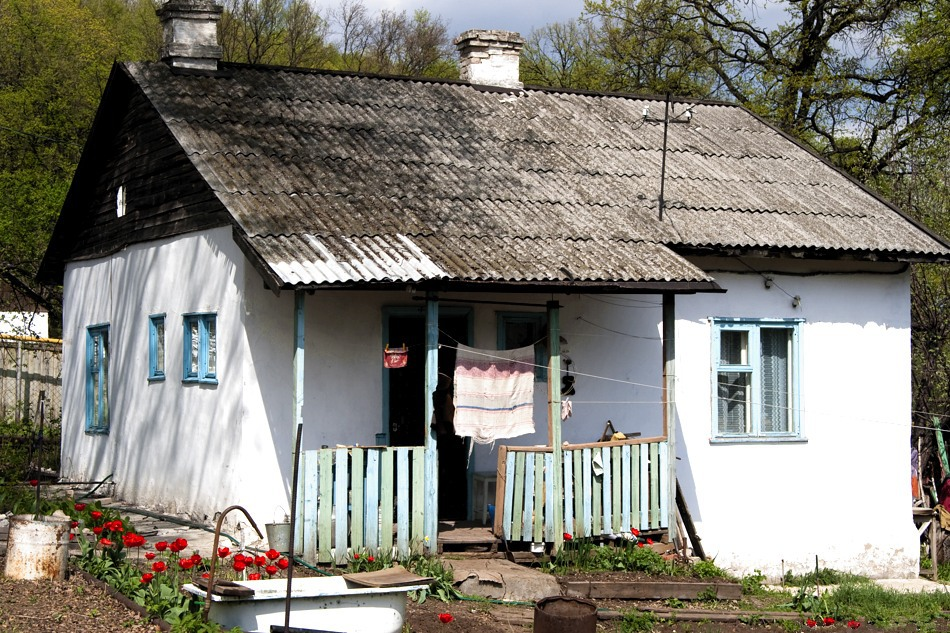
Типичный частный дом
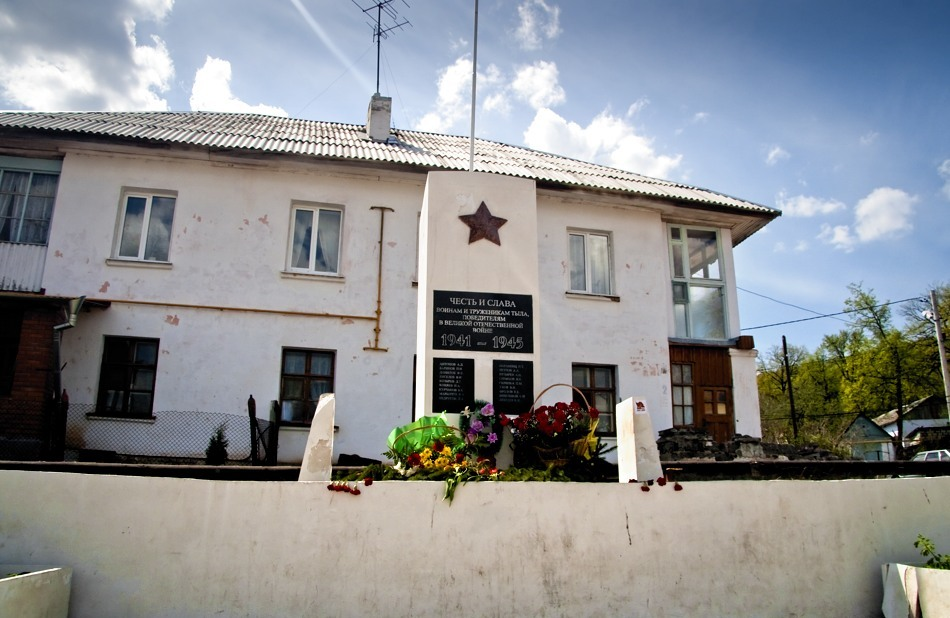
Памятник погибшим в Великой Отечественной войне
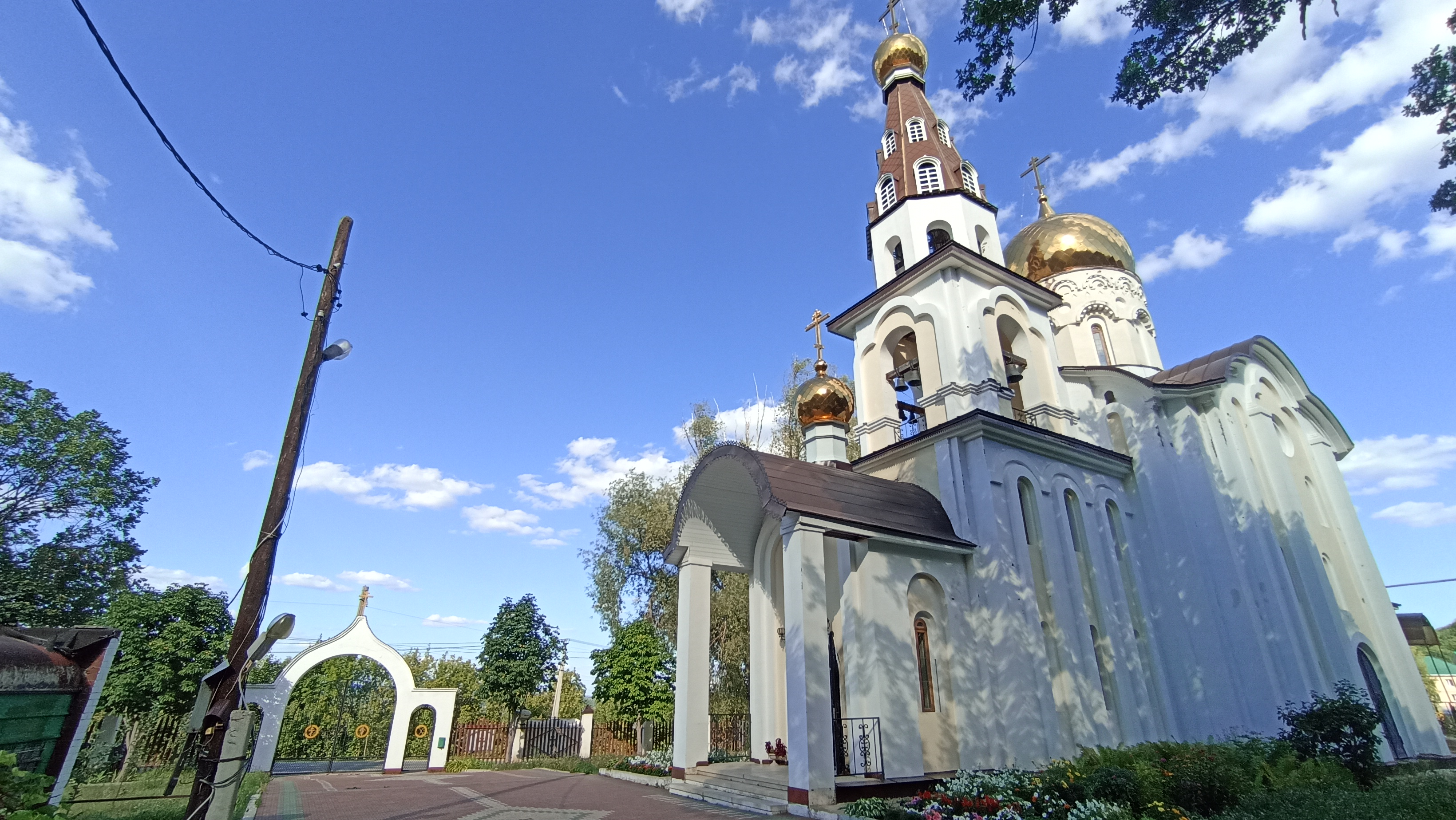
Храм Святителя Николая Чудотворца на улице Власова (на пересечении с Набережной улицей)
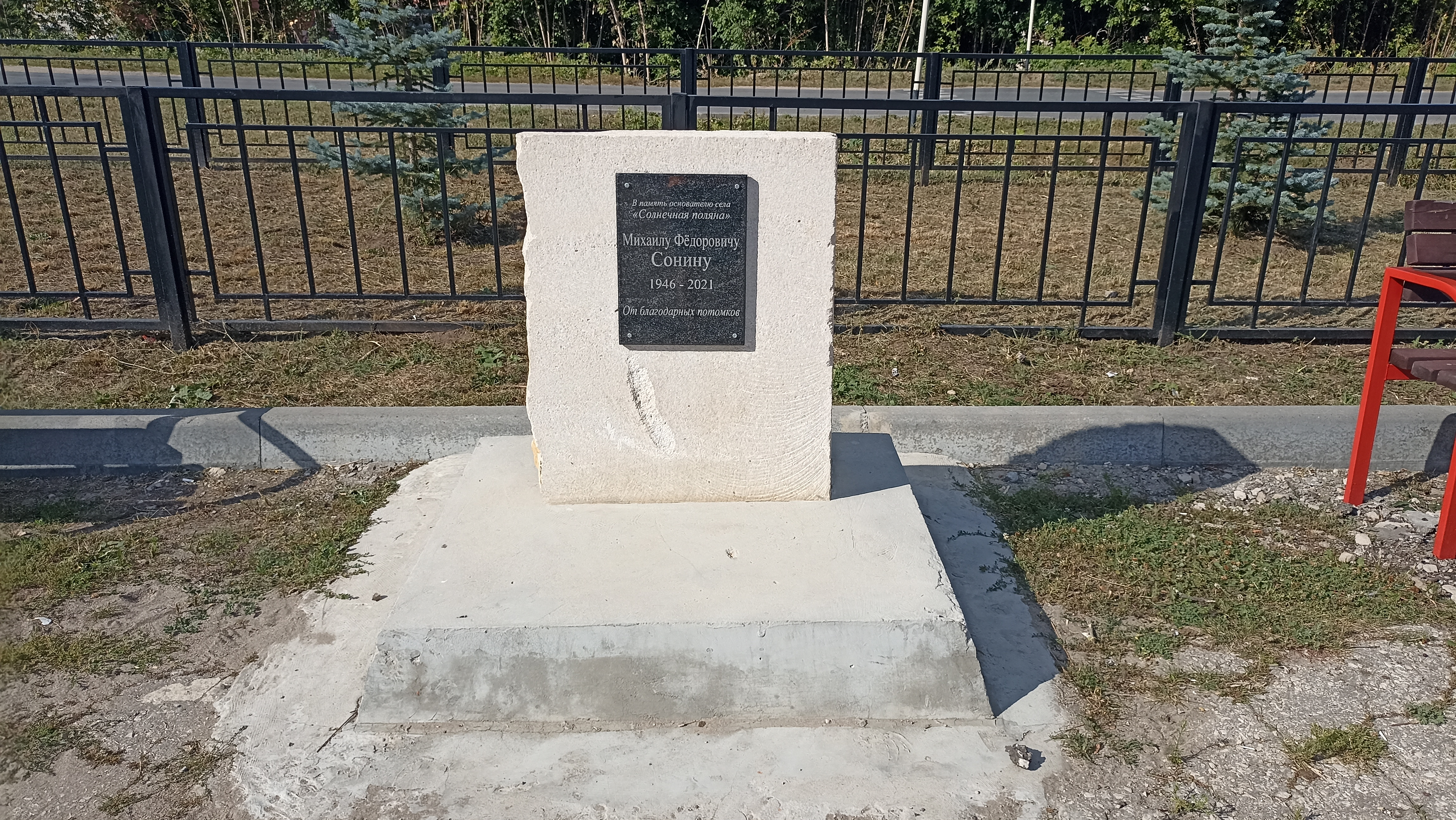
Памятный камень основателю села М. Ф. Сонину